# Walter Pichler
Walter Pichler (Bad Reichenhall, 23 de octubre de 1959) es un deportista alemán que compitió para la RFA en biatlón.
Participó en los Juegos Olímpicos de Sarajevo 1984, obteniendo una medalla de bronce en la prueba de relevos. Ganó una medalla de bronce en el Campeonato Mundial de Biatlón de 1985.

## Palmarés internacional
| Juegos Olímpicos   | Juegos Olímpicos      | Juegos Olímpicos  | Juegos Olímpicos |
| Año                | Lugar                 | Medalla           | Prueba           |
| ------------------ | --------------------- | ----------------- | ---------------- |
| 1984               | Sarajevo (Yugoslavia) | Medalla de bronce | Relevo           |
| Campeonato Mundial |                       |                   |                  |
| Año                | Lugar                 | Medalla           | Prueba           |
| 1985               | Ruhpolding (RFA)      | Medalla de bronce | Relevo           |